# Colonialisme d'explotació

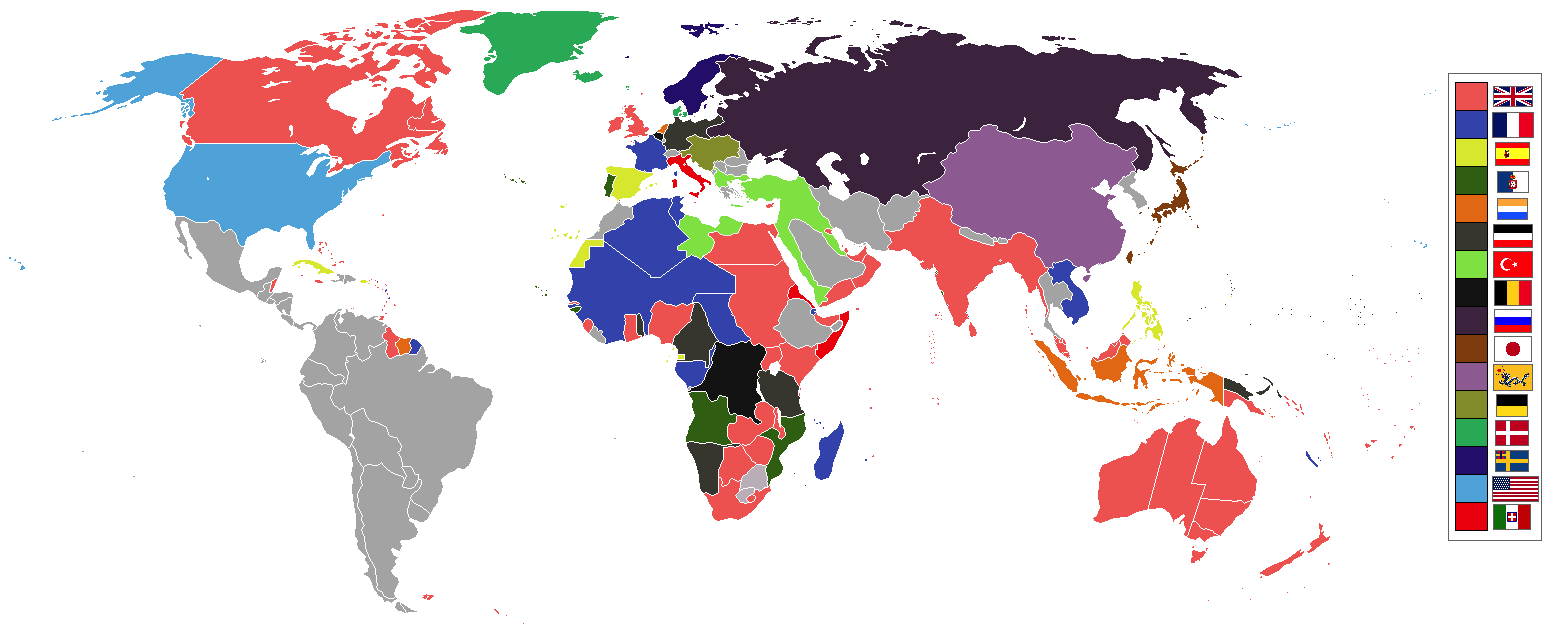
Colonialisme d'explotació: El món l'any 1898; imperis europeus havien colonitzat els continents d'Amèrica, Àfrica, Àsia, i Oceania.

El colonialisme d'explotació és la política econòmica nacional d'un país conqueridor per explotar els recursos naturals de la seva població nativa. Contrasta amb el colonialisme, on van participar un gran nombre de colons, per regla general a la recerca de terres fèrtils per conrear. La pràctica de l'explotació del colonialisme va involucrar menys colons, per regla general interessats en l'extracció de recursos d'exportació per a la metròpoli. Aquesta categoria s'aplica més a les colònies més grans, on els colons tenien gran part de l'administració i posseïen també la major part de la terra i el capital, però depenien dels pobles indígenes per al treball.
Les potències colonials utilitzen el colonialisme per alleujar les pressions excessives de la població nacional en l'economia i en el territori, i per estendre el seu territori i la seva cultura pel mig de la reproducció de la seva societat en altres parts del món. Una raó d'un país per exercir el colonialisme d'explotació és el guany financer immediat produït per l'extracció de primeres matèries de baix cost a través dels pobles indígenes natius, en general administrats per un govern colonial.
La geopolítica d'una potència imperialista pot determinar el tipus de pràctica colonial, ja sigui colonialisme o el colonialisme d'explotació. Per exemple, l'Imperi Britànic, molts colons es van establir principalment al nord de l'Amèrica del Nord i Austràlia, on les poblacions natives es van reduir a causa de les malalties i de la violència en el curs d'establir una nova societat, d'acord amb la terra natal (metròpoli) dels colons. Tenint en compte l'ocupació britànica a països densament poblats com l'Índia britànica (1858 - 1947), en el subcontinent indi i l'ocupació britànica d'Egipte i Sud-àfrica, així com l'illa de Barbados, que van ser governats per una petita població d'administradors colonials (govern colonial) que van redirigir les economies locals per a la gestió de l'explotació per subministrar a la pàtria de Gran Bretanya, juntament amb altres colònies, aliments, matèries primeres i fins i tot productes elaborats. L'explotació sovint es va veure reforçada pels geògrafs europeus colonials que van implementar teories com el determinisme del medi ambient, el que suggeria que en climes més càlids es produïen pobles menys civilitzats. [1] Aquestes teories es trobaven al cànon acadèmic que va ajudar a legitimar l'activitat colonial i l'expansió en territoris d'ultramar.
Geògrafs com a Friedrich Ratzel van suggerir que la supervivència de l'imperi es va basar en la seva capacitat d'expandir el seu control i influència a tot el món. Pel que implica una correlació entre l'expansió colonial i l'èxit nacional, els geògrafs van ser capaços de produir un sentit de nacionalisme dintre de moltes nacions europees. La seva influència va crear un sentit d'orgull que va ser capaç de tranquil·litzar als subjectes que l'activitat de la seva nació en l'estranger era beneficiosa no solament per a ells, sinó que la seva presència era necessària en els territoris ocupats.